# Paula da Graça
Paula da Graça é o nome pelo qual é conhecida uma escritora portuguesa que publicou no século XVIII o papel volante Bondade das Mulheres Vendicada e Malícia dos Homens Manifesta. Papel metrico, e apologetico, em que se defende a feminina innocencia, contra outro em que injustamente se argue a sua maldade, com o titulo de Malicia das Mulheres., um dos mais antigos documentos escritos por uma mulher portuguesa em defesa das mulheres.
Só se conhece este texto de sua autoria, e existem dúvidas relativas à identidade da autora: desconhece-se se Paula da Graça era realmente o seu nome, ou apenas um pseudónimo, e mesmo se era uma mulher (apesar de ser pouco provável que não fosse). A sua naturalidade é descrita no panfleto como sendo Villa de Cabanas; no entanto, não parecem existir vilas com esse nome à época. Vive em Lisboa e é solteira por escolha própria, e presume-se que de idade avançada. Terá nascido no século XVII e morrido em 1730, e possuía um nível de conhecimento que apenas mulheres da elite portuguesa da época poderiam ter.
Há investigadores que defendem que poderá ter sido aia da rainha Maria Ana da Áustria, uma vez que as edições deste panfleto de 1741 e 1743 são impressas na oficina tipográfica régia.

## Bondade das Mulheres Vindicada
Bondade das Mulheres Vendicada e Malícia dos Homens Manifesta no Wikisource em português.
Este panfleto, escrito em verso, surge por resposta ao autor do folheto de cordel Malícia das Mulheres, poema misógino atribuído a Baltazar Dias, autor do século XVI, que teria sido publicado pela primeira vez em 1640, com sucessivas edições - pensa-se que Paula da Graça escreva em resposta à edição de 1713. O papel volante de Paula da Graça, publicado inicialmente em 1715, tem apenas 6 folhas e é composto por 72 quintilhas, com versos em redondilha maior de rima a/b/a/b/a, como a utilizada no poema de Baltazar Dias. De forma paralela ao poema a que responde, em que um homem aconselha outro relativamente ao tema do casamento, a autora dirige-se às mulheres e explica que irá refutar o folheto mencionado. Paula da Graça utiliza uma linguagem processual jurídica para contra-argumentar as acusações feitas às mulheres pelo autor, assumindo-se assim como procuradora das suas leitoras, e utiliza o humor para opôr os seus argumentos aos de Baltazar Dias.
Nos versos dirige-se a uma jovem à qual dá conselhos relativos ao casamento (por contraponto a Malícia das Mulheres, onde um homem dá conselhos a outro homem), e aborda os seguintes temas, de entre outros:
- o casamento como tirania e subjugação da mulher;
- a desigualdade entre homens e mulheres no que diz respeito a poder económico;
- os benefícios da vida celibatária para as mulheres.[1][2]

Ainda que não questione o casamento como determinação divina, possivelmente devido à leitura por três entidades censórias antes da publicação: a Inquisição, a Coroa e o Bispo, Paula da Graça afirma que a sujeição da esposa ao marido ocorre unicamente por vontade de Deus e não por uma inferioridade inerente à mulher.

O papel foi editado pelo menos quatro vezes, em 1715, 1741, 1743 e 1793.